# Christian Lüscher
Christian Lüscher (Ginevra, 6 dicembre 1963) è un politico e avvocato svizzero del PLR.I Liberali Radicali (PLR).

## Biografia

### Studi e carriera professionale
Dopo aver frequentato la scuole primarie e secondarie a Pinchat e Troinex, nel 1983 ha ottenuto la maturità classica presso il Collège Calvin. Nel 1987 ottiene la laurea in giurisprudenza presso l'Università di Ginevra ed è ammesso all'albo degli avvocati nel 1990. A maggio 1991 ha conseguito un Master of Laws presso la facoltà di giurisprudenza dell'Università Tulane.
Lüscher è membro dello studio legale CMS e presidente del consiglio di amministrazione della società di ingegneria Solfor. È anche amministratore onorario del consiglio d'amministrazione dell'azienda di orologeria Montres Journe e membro onorario della fondazione Jean Troillet.

### Attività politica
Da marzo 1999 a marzo 2003 fatto parte consiglio comunale di Troinex. Successivamente ha fatto parte del Gran consiglio del canton Ginevra dal 2001 al 2007. Nel 2007 è stato eletto per la prima volta nel Consiglio nazionale (Svizzera) nelle liste del PLR, carica che ha mantenuto anche nelle successive legislature. Nel 2012 è stato nominato vicepresidente del PLR.

### Vita privata
Lüscher è padre di quattro figli.